# Приморски Алпи
Приморски Алпи (фр. Alpes-Maritimes) департман је у југоисточној Француској. Припада региону Прованса-Алпи-Азурна обала, а главни град департмана (префектура) је Ница. Департман Приморски Алпи је означен редним бројем 06. Његова површина износи 4.299 км². По подацима из 2010. године у департману Приморски Алпи је живело 1.078.729 становника, а густина насељености је износила 251 становника по км².
Овај департман је административно подељен на:
- 2 округа
- 52 кантона и
- 163 општина.

## Демографија
| 1999.     | 2011.     |
| --------- | --------- |
| 1.078.729 | 1.081.244 |